# Basen Maskareński
Basen Maskareński − część Oceanu Indyjskiego, basen oceaniczny położony w jego południowo-zachodniej części, ograniczony Grzbietem Maskareńskim i wyspą Madagaskar.